# György Száraz
Dans le nom hongrois Száraz György, le nom de famille précède le prénom, mais cet article utilise l’ordre habituel en français György Száraz, où le prénom précède le nom.
György Száraz, né à Budapest le 3 novembre 1930 et mort le 29 décembre 1987 dans la même ville, est un écrivain, dramaturge et essayiste hongrois.
En 1964, il obtient le Prix Kossuth, prix parrainé par l'État hongrois et décerné aux personnes ou groupes ayant contribué dans les domaines de la science, de la culture et des arts.

## Œuvres
- A Rókus-templom harangjai, drame théâtral, 1979.
- Budapest, photographie de Zsolt Szabóky, éditions Corvina, 1982.
- Egy furcsa könyvről (entretien avec l'écrivain Ion Lancranjan), 1983.
- Császárlátogatás, scénario historique de l'épopée napoléonienne, 1984 (téléfilm réalisé par Miklós Hajdufy).
- Történelem jelenidőben, historique, 1984.
- A kém meg a vadkan, essai, 1985.
- Erdély múltjáról, Transylvanie historique, essai, 1988.
- Le Général, traduit par Mihály Gergelyi ; présentation Katalin Fenyves, éditions le P.E.N. hongrois, no 26, Budapest, 1985.